# Sebastián de Córdoba
Sebastián de Córdoba Sacedo (Úbeda, ¿1545? - ¿1604?) fue un escritor y poeta castellano.

## Biografía
Residente en Úbeda y de oficio tundidor, tuvo de vecino al pintor de origen italiano Julio de Aquiles. Utilizó los metros italianos en la línea de Garcilaso y Boscán, pero refundió y adaptó la obra de estos volviéndola a lo divino, siguiendo el ejemplo de Gerolamo Malipiero en su Petrarca Spirituale de 1536 y sus imitadores, para suprimirles su intención profana, en sus Obras de Boscán y Garcilaso trasladadas en materias cristianas y religiosas (Granada, 1575), usando el procedimiento del contrafactum:

Vine a leer las obras de Juan Boscán y de Garcilasso de la Vega, que compusieron en versos y ritmos diferentes, las quales andan juntas en un volumen, y entendí que aunque son ingeniosas y de altíssimos conceptos en su modo, son tan profanas y amorosas que son dañosas y noscivas mayormente para los mancebos y mugeres sin esperiencia. Púseme a trasladarlas y convertirlas por los mismos ritmos y consonantes en sentencias más provechosas para el ánima.
("Dedicatoria")

Esta obra, reimpresa en Zaragoza en 1577, influyó poderosamente en la lírica de San Juan de la Cruz; existe edición moderna realizada por el hispanista Glen R. Gale (Universidad de Míchigan, 1971). El ejemplo de Sebastián de Córdoba lo siguió luego Juan de Andosilla Larramendi, autor de los famosos centones Christo nuestro señor en la Cruz hallado en los veros de Garcilaso de la Vega (Madrid, 1628)